# Персей
Персе́й (грец. Περσεύς) — напівміфічний цар Аргоса і Мікен XV століття до н. е. В міфах — напівбог, син Зевса і Данаї. Найбільше відомий за міфом про вбивство потворної горгони Медузи. Вважався засновником Мікен.

## Міфи про Персея

### Родовід
|  |                   |  |  |  |  |  |  |  |  |  |  |  |  |  |  |  |
|  | Лінкей            |  |  |  |  |  |  |  |  |  |  |  |  |  |  |  |
|  |                   |  |  |  |  |  |  |  |  |  |  |  |  |  |  |  |
|  |                   |  |  |  |  |  |  |  |  |  |  |  |  |  |  |  |
|  | Абант             |  |  |  |  |  |  |  |  |  |  |  |  |  |  |  |
|  |                   |  |  |  |  |  |  |  |  |  |  |  |  |  |  |  |
|  |                   |  |  |  |  |  |  |  |  |  |  |  |  |  |  |  |
|  | Гіпермнестра      |  |  |  |  |  |  |  |  |  |  |  |  |  |  |  |
|  |                   |  |  |  |  |  |  |  |  |  |  |  |  |  |  |  |
|  |                   |  |  |  |  |  |  |  |  |  |  |  |  |  |  |  |
|  | Прет              |  |  |  |  |  |  |  |  |  |  |  |  |  |  |  |
|  |                   |  |  |  |  |  |  |  |  |  |  |  |  |  |  |  |
|  |                   |  |  |  |  |  |  |  |  |  |  |  |  |  |  |  |
|  | невідомий чоловік |  |  |  |  |  |  |  |  |  |  |  |  |  |  |  |
|  |                   |  |  |  |  |  |  |  |  |  |  |  |  |  |  |  |
|  |                   |  |  |  |  |  |  |  |  |  |  |  |  |  |  |  |
|  | Аглая             |  |  |  |  |  |  |  |  |  |  |  |  |  |  |  |
|  |                   |  |  |  |  |  |  |  |  |  |  |  |  |  |  |  |
|  |                   |  |  |  |  |  |  |  |  |  |  |  |  |  |  |  |
|  | невідома жінка    |  |  |  |  |  |  |  |  |  |  |  |  |  |  |  |
|  |                   |  |  |  |  |  |  |  |  |  |  |  |  |  |  |  |
|  |                   |  |  |  |  |  |  |  |  |  |  |  |  |  |  |  |
|  | Персей            |  |  |  |  |  |  |  |  |  |  |  |  |  |  |  |
|  |                   |  |  |  |  |  |  |  |  |  |  |  |  |  |  |  |
|  |                   |  |  |  |  |  |  |  |  |  |  |  |  |  |  |  |
|  | Абант             |  |  |  |  |  |  |  |  |  |  |  |  |  |  |  |
|  |                   |  |  |  |  |  |  |  |  |  |  |  |  |  |  |  |
|  |                   |  |  |  |  |  |  |  |  |  |  |  |  |  |  |  |
|  | Акрісій           |  |  |  |  |  |  |  |  |  |  |  |  |  |  |  |
|  |                   |  |  |  |  |  |  |  |  |  |  |  |  |  |  |  |
|  |                   |  |  |  |  |  |  |  |  |  |  |  |  |  |  |  |
|  | Аглая             |  |  |  |  |  |  |  |  |  |  |  |  |  |  |  |
|  |                   |  |  |  |  |  |  |  |  |  |  |  |  |  |  |  |
|  |                   |  |  |  |  |  |  |  |  |  |  |  |  |  |  |  |
|  | Даная             |  |  |  |  |  |  |  |  |  |  |  |  |  |  |  |
|  |                   |  |  |  |  |  |  |  |  |  |  |  |  |  |  |  |
|  |                   |  |  |  |  |  |  |  |  |  |  |  |  |  |  |  |
|  | Лакедемон         |  |  |  |  |  |  |  |  |  |  |  |  |  |  |  |
|  |                   |  |  |  |  |  |  |  |  |  |  |  |  |  |  |  |
|  |                   |  |  |  |  |  |  |  |  |  |  |  |  |  |  |  |
|  | Еврідіка Аргоська |  |  |  |  |  |  |  |  |  |  |  |  |  |  |  |
|  |                   |  |  |  |  |  |  |  |  |  |  |  |  |  |  |  |
|  |                   |  |  |  |  |  |  |  |  |  |  |  |  |  |  |  |
|  | Спарта            |  |  |  |  |  |  |  |  |  |  |  |  |  |  |  |
|  |                   |  |  |  |  |  |  |  |  |  |  |  |  |  |  |  |
|  |                   |  |  |  |  |  |  |  |  |  |  |  |  |  |  |  |

### Походження
Грізний цар Арголіди Абант від Аглаї мав двох синів, Прета і Акрісія. Він заповів царство дітям, але щоб між ними не було ворожнечі, сини мали правити поперемінно. Однак брати ще в утробі матері стали сваритися і сперечатися. Вирісши, вони не припиняли суперництва, яке тільки загострилося, коли Прет переспав з дочкою Акрісія Данаєю. Акрісій через це відмовився давати трон братові, той мусив тікати до лікійського царя Іобата, де одружився з його дочкою. Укріпившись, він вирушив на чолі армії проти Акрісія, котрий неохоче погодився розділити володіння. Акрісію дістався Аргос з околицями, а Прету Тіринф, Герей, Мідія та береги Арголіди.
Акрісій більше не мав дітей, крім Данаї, тому вирушив до оракула аби той пояснив чому він не має спадкоємця чоловічої статі. Оракул дав страшне пророцтво: «В тебе не буде синів, а твій онук уб'є тебе». Щоб уникнути долі Акрісій заточив Данаю в мідній темниці. Однак Зевс проник в темницю у вигляді золотого дощу і Даная зачала від нього Персея.
Акрісій не повірив у це, але і не наважився власноруч погубити доньку й онука. Він наказав покласти Данаю з Персеєм до дерев'яного короба та кинути його в море. Короб прибило до острова Серіф, де його виловив рибалка Діктіс та привів Данаю з сином у палац царя Полідекта.

### Дитинство і юність
Персей ріс при дворі Полідекта і захищав матір від залицянь царя. Полідект удав наче бажає одружитися з Гіподамією, він наказав придворним привести найкращих коней, яких мав подарувати нареченій. Він знав, що Персей не має ні коня, ні великих багатств, щоб його купити. Коли цар звернувся до нього, той необдумавши пообіцяв добути будь-який інший подарунок, навіть голову чудовиська, горгони Медузи. Полідект, думаючи, що це непосильна праця, яка погубить Персея, погодився. Всі знали, що Медуза — це потвора у вигляді жінки зі зміями замість волосся, зустрівши яку кожен обертався на камінь.

### Пошукигоргони Медузи

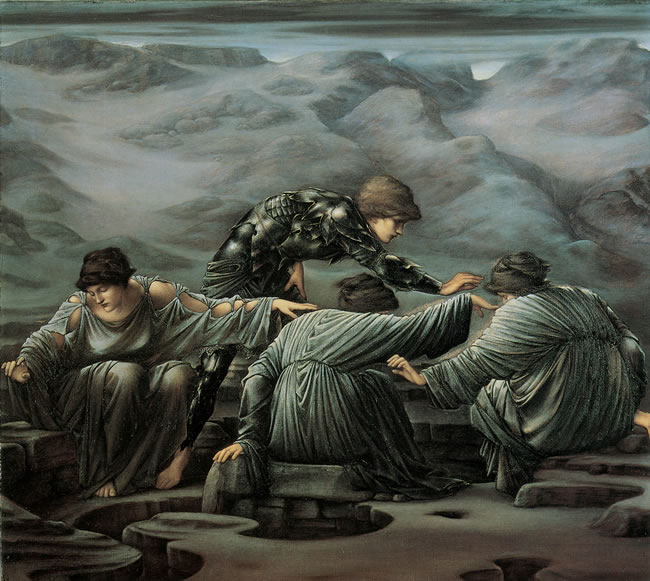
Персей і граї, картина Едварда Берн-Джонса (1882)

Богиня Афіна, яка давно бажала знищити Медузу, вирішила допомогти Персею. Вона спрямувала майбутнього героя у місто Діектеріон в Самосі, де стояли три статуї: Медузи і двох її сестер. Так Персей дізнався як відрізнити Медузу. Після цього вона попередила, що від погляду чудовиська Персей скам'яніє, але не від її відображення. Афіна подарувала йому відполірований наче дзеркало щит. Гермес також надав допомогу, подарувавши гострий серп, яким можна було відтяти голову Медузі. Але щоб здійснити подвиг були потрібні іще чарівні предмети, за якими Персей вирушив до стігійських німф.
Та місцезнаходження німф знали лише три сестри граї, у яких було одне око і один зуб на всіх. Їх Персей відшукав біля підніжжя Атлаських гір, непомітно підкрався до грай та викрав око і зуб, коли одна сестра передавала їх іншій. В обмін на повернення він вивідав де живуть стігійські німфи.
Після цього Персей знайшов німф, які дали йому крилаті сандалі, в яких можна було літати, міцну сумку та шолом Гадеса, який робив власника невидимим. Тоді Персей подався до гіперборейських земель, де серед скам'янілих людей і звірів побачив горгон, що спали.

### Вбивство горгони Медузи

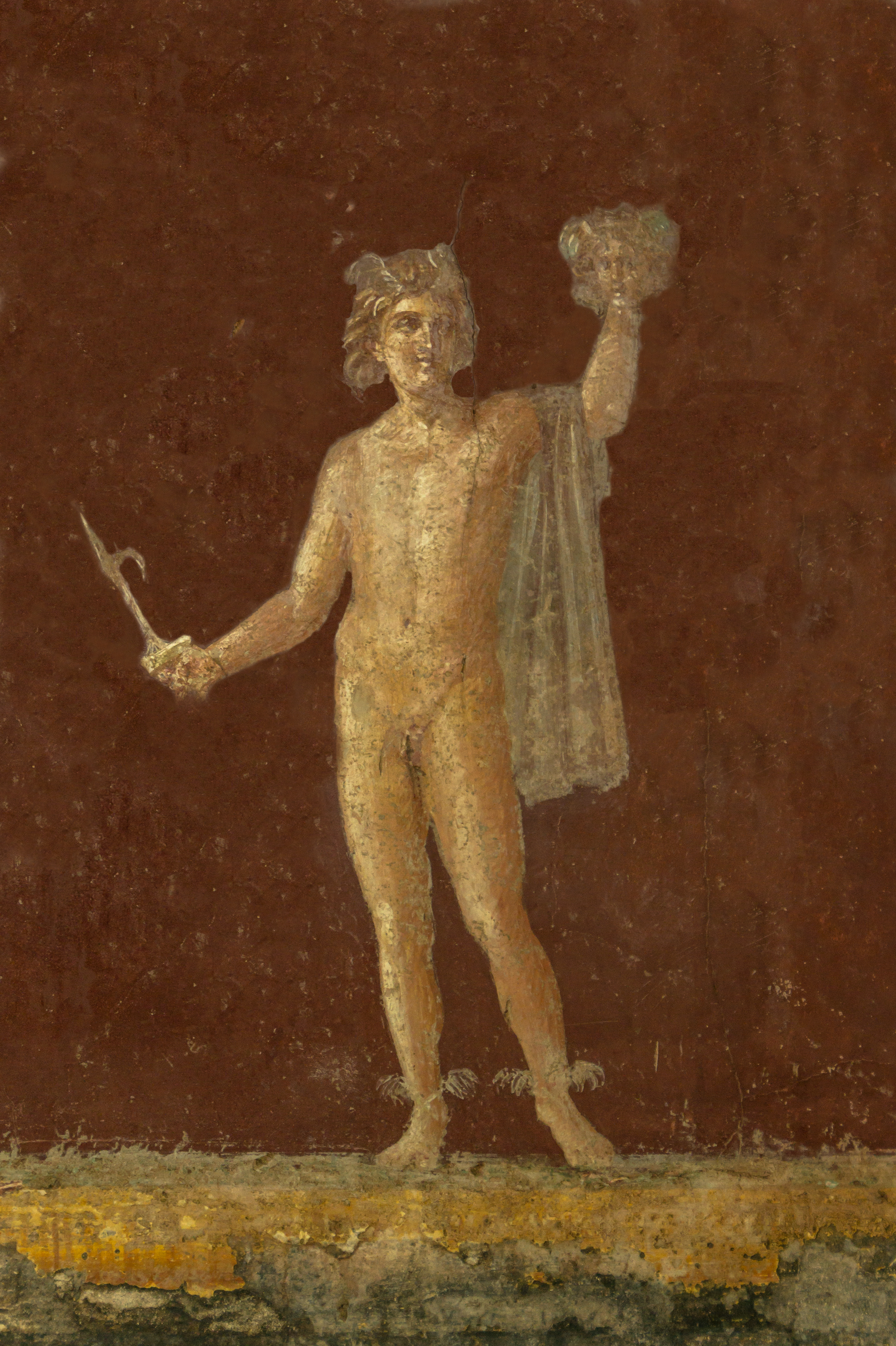
Персей з головою Медузи, давньоримська фреска

Дивлячись у відображення в щиті, Персей підкрався до горгон і відтяв серпом голову Медузі. З тіла чудовиська вийшли крилатий кінь Пегас і воїн Хрісаор, озброєний золотим мечем. Обоє були зачаті від Посейдона Медузою, проте Персеєві це не було відомо і він вельми здивувавася від побаченого. Не бажаючи накликати на себе їхній гнів, герой поклав відрізану голову до сумки, одягнув шолом-невидимку і покинув гіперборейські землі. Дві вцілілі горгони, Сфено та Евріала, кинулися навздогін, але не спіймали невидимого Персея. Краплі крові, які капали з голови чудовиська, ставали отруйними зміями.
Летячи над землею, Персей побачив володіння титана Атланта, покараного Зевсом і примушеного вічно тримати на своїх плечах небо. Атлант мав сад із золотими яблуками, які, за пророцтвом, викраде син Зевса. Титан дорожив ними, тому заздалегідь поставив навколо саду високу стіну і дракона на сторожі. Коли Персей попросився відпочити в цих землях, назвавшись сином Зевса, титан не повірив йому і прогнав. Розгніваний Персей дістав із сумки голову Медузи. Атлант, побачивши її, перетворився на гору, яка відтоді підтримувала небо. За іншим міфом Атлант лишився стояти і з ним іще зустрівся нащадок Персея Геракл.

### Порятунок Андромеди

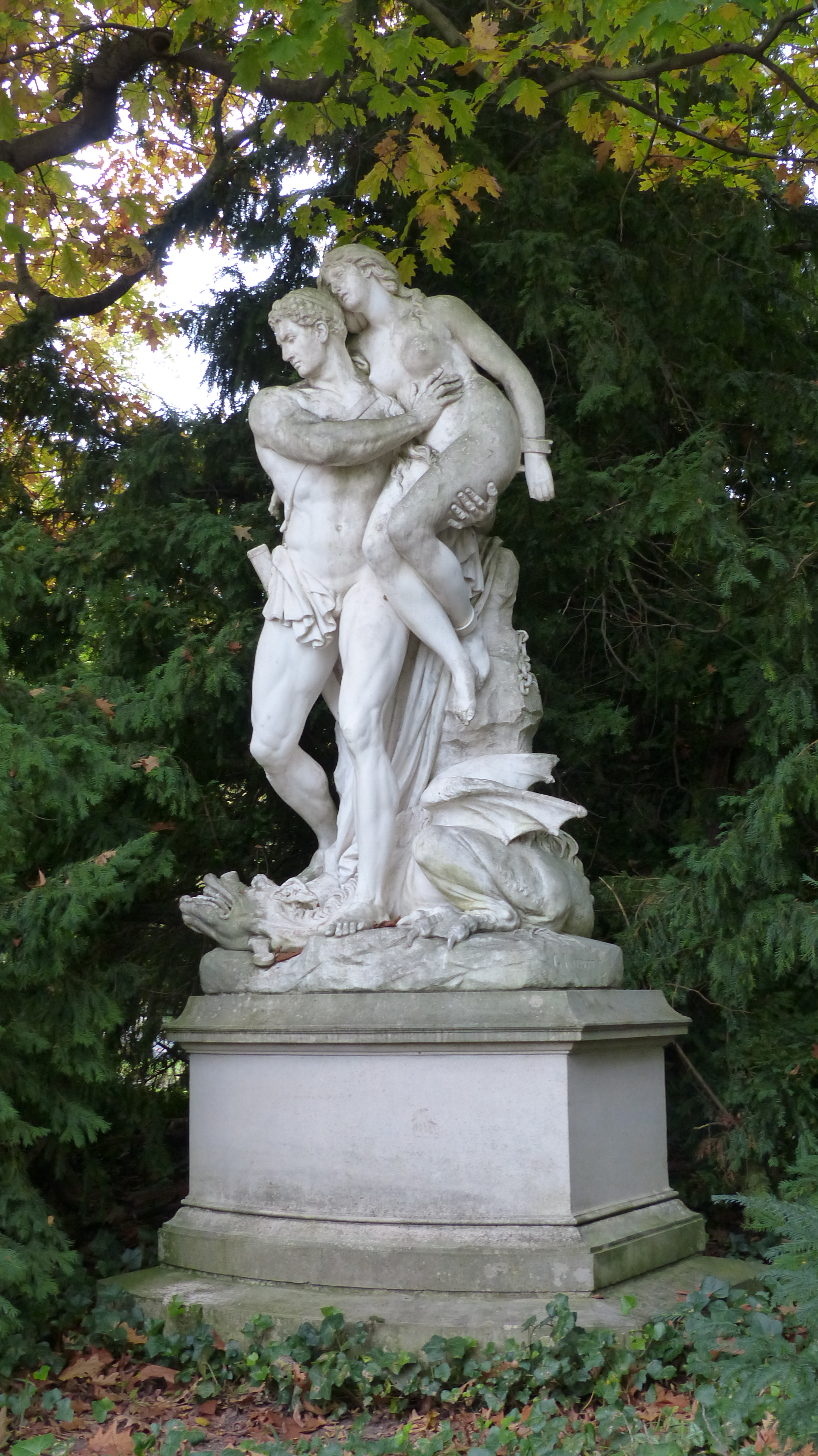
Персей рятує Андромеду, скульптура XIX ст.

Герой зупинився в Єгипті, в Хеммісі, після чого попрямував до узбережжя Фелістії. На березі моря він побачив прикуту до скелі прекрасну оголену Андромеду, дочку правителя Іонни Кефея та Кассіопеї. Приземлившись біля її батьків, Персей довідався в чому справа. За вихваляння Кассіопеї наче її дочка красивіша за всіх морських нереїд разом узятих, Посейдон наслав на Фелістію чудовисько, єдиним порятунком від якого було віддати йому на поталу Андромеду.
Персей закохався в Андромеду, щойно її побачив, і домовився, що її віддадуть йому за дружину, якщо Персей здолає чудовисько. Герой злетів над морем і чудовисько кинулося на його тінь, тоді як сам Персей обезголовив його. На випадок, якщо потвора не поведеться на тінь, він поклав на березі голову Горгони, помістивши її на купі листя та водоростей. Це листя і водорості стали коралами. Здобувши перемогу, Персей спорудив вівтарі для Гермеса, Афіни й Зевса в подяку і приніс їм жертви.

### Весілля з Андромедою
Коли Персей святкував весілля з Андромедою, прибув Агенор (або Фіней), покликаний Кассіопеєю, якому раніше було обіцяно Андромеду. Кассіопея з Кефеєм перервали весілля, говорячи, що Персей змусив їх віддати за себе дочку і тому мусить померти.
Персей вступив у бій з військом, яке вийшло його вбити і знищив багатьох, однак лишалося ще дві сотні воїнів. Тоді герой згадав про голову горгони Медузи, яку показав перед воїнами і ті вмить обернулися на камінь.
Посейдон помістив сузір'я Кефея з Кассіопеєю на небі, але саму Кассіопею за її невдячність виставили на посміховисько. Пізніше було утворено сузір'я Андромеди за її вірність Персею попри наполягання батьків. Про скелю, до якої була прикута Андромеда, ще довго розповідали, що на ній видно сліди від ланцюгів, а кістки чудовиська було забрано до найближчого міста, поки їх звідти не відправив до Риму Марк Емілій Скавр.

### Порятунок матері та смерть Акрісія
Повернувшись з Андромедою на Серіф, Персей довідався, що Даная і Дактіс переховуються в храмі від Полідекта, котрий не покинув задуму насильно одружитися з матір'ю героя. Персей прибув до палацу, де оголосив, що добув обіцяний подарунок. Цар і його придворні стали насміхатися з Персея, але той вийняв з сумки голову Медузи і всі присутні перетворилися на камінь.
Голову Медузи Персей віддав Афіні, а сандалі, сумку і шолом повернув стігійським німфам. Дактіса він поставив царем Серіфа, а сам поплив у Аргос у супроводі дружини і кіклопів.
Наляканий Акрісій, боячись здійснення даного йому пророцтва, втік у місто Лариса до царя Тевдаміда. Але сталося так, що за якийсь час Тевдамід влаштував ігри на честь свого померлого батька, куди запросив Персея. Змагаючись у п'ятиборстві, Персей метнув диск, який влучив у Акрісія і вбив його, чим здійснилося пророцтво.

### Правління Персея
Персей поховав діда і, соромлячись зайняти його трон, вирушив у Тірінф, де правив син Прета Мегапент. З ним герой домовився обмінятися царствами, а пізніше об'єднав частини претових володінь. Персей укріпив Мідію і заснував місто Мікени. Назву місто отримало від того, що Персей знайшов на тому місці або вістря меча, або гриб (μύκης, мікес), який чудесним чином давав воду. В будівництві мурів йому допомагали кіклопи і тому ці мури було неможливо зруйнувати. 
За іншою версією Персей обернув Прета на камінь за його зазіхання на землі Акрісія, що по праву належали Персею. Мегапент пізніше убив Персея, помстившись за батька. Андромеда народила Персею дочку Горгофону і шістьох синів: Перса, Алкея, Електріона, Сфенела, Местора, Гелея. 

### Нащадки Персея
Нащадком персеєвого роду є легендарний герой Геракл. Нащадками Персея також є династія Ахеменідів.

## Персеїди
- Персей
  -  Перс
    -  Ахемен
      -  Ахеменіди
        -  Фарнакіди
          -  Мітрідатіди
            -  Тиберії Юлії Савромати

  -  Алкей
    -  Амфітріон
    -  Геракл
      -  Алкіди
      -  Агафірс
        -  Геракліди Агафірські 

      -  Гелон
        -  Геракліди від Гелона

      -  Скіф
        -  Геракліди Скіфські

      -  Гілл
        -  Геракліди Геллінські
          -  Аргеади
            -  Птолемеї
              -  Севери

## Культ Персея

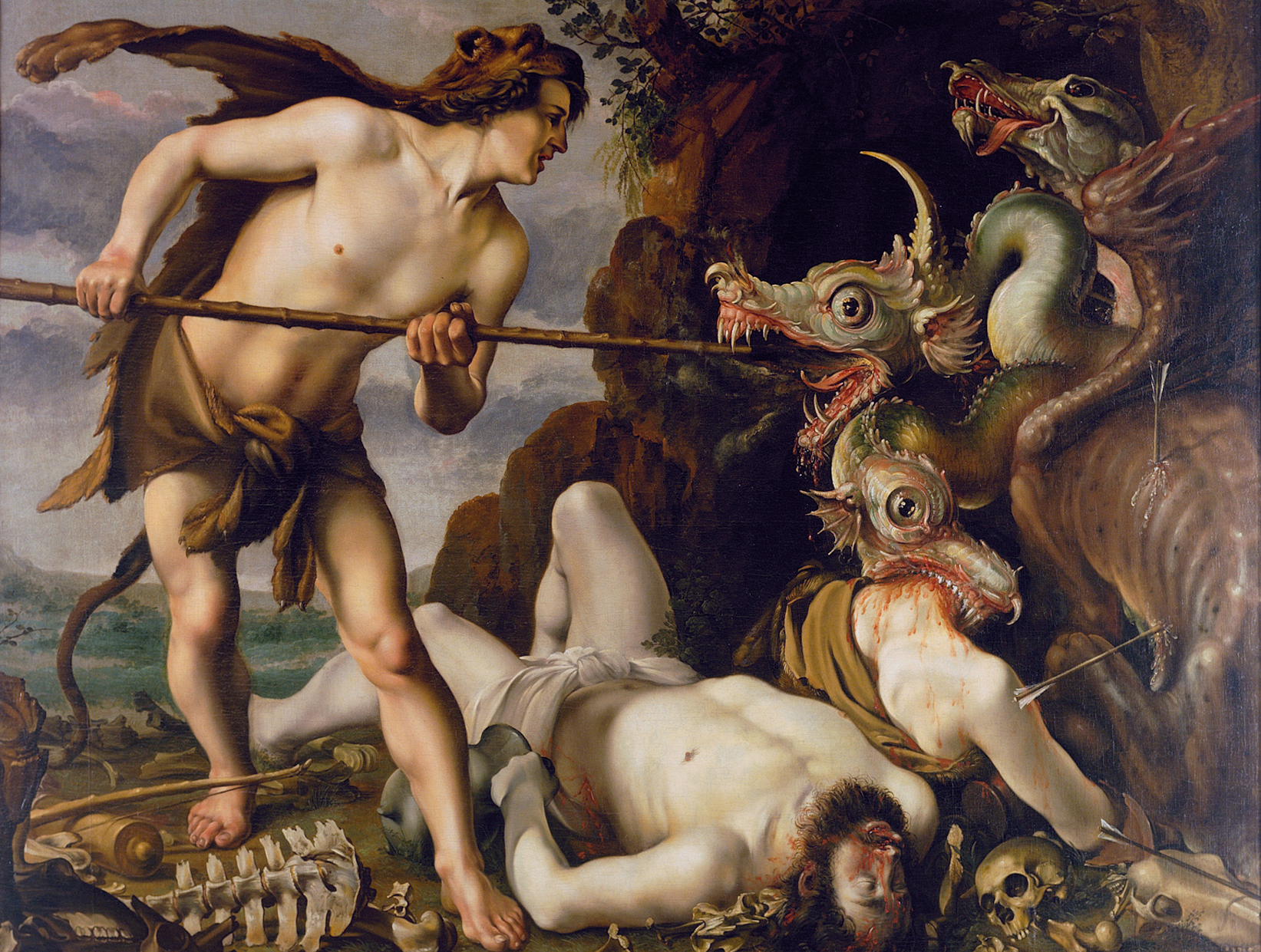
Кадм вбиває дракона (Гендрік Гольціус ~1573-1617)

Після смерті Персею віддавали шану як героєві в багатьох місцях, особливо в Арголіді, на Серефі та в Афінах. Його вважали своїм предком перси та Ахіменіди, Аріаратіди й Мітрідатіди. За Геродотом, герой мав вівтар також у місті Хеммісі в Єгипті.
Аріаратіди мали головний убір Персея, кірбасію, за символ своєї династії. Зображення Персея зустрічаються на монетах міст-полісів, а також міст багатьох грецьких колоній на узбережжі Малої Азії, у вигляді голови з крилами або фігури повністю, часто також в сценах, які зображують його подвиги.

## Персей в мистецтві
Сюжет міфа про Персея приваблював художників Тінторетто, Тіціана, Рубенса, Рембрандта, Тьєполо, скульпторів Бенвенуто Челліні, Канову. Софокл та Евріпід написали трагедії «Андромеда», які збереглись у фрагментах. У новий час сюжет міфа використали в своїх трагедіях Кальдерон, Корнель, в операх — Люллі та Гайдн.
Також американський письменник Рік Ріордан написав два цикли книжок про «Персі Джексона», повний варіант імені якого звучить Персей, але на відміну від міфу, головний герой є сином Посейдона, а не Зевса.

## Дивись також
Давид і Голіаф (Караваджо)
Горгонейон
Медузи (міфологія)
Мінотавр
Кадм — античний герой, за допомогою Афіни перемігший дракона що охороняв ворожий храм
Юрій (Георгій) Змієборець — римський воїн з Каппадокії часів імператора Діоклетіана, християнський мученик і святий, покровитель військових правлячих родів (імператорів, королів, князів), лицарства, зокрема хрестоносців
Христос наступає на бестій[en]